# Тестамент Павла Вуисића
Тестамент Павла Вуисића представља последњу вољу истакнутог српског и југословенског глумца Павла Вуисића. Налази се у Удружењу за културу, уметност и међународну сарадњу „Адлигат”, као саставни део Легата Мирјане и Павла Вуисића. Павле Вуисић је написао три тестамента, док је ово само једна од верзија. Све три верзије се налазе у Адлигату.
Први пут га је објавила његова супруга, Мирјана Вуисић, у књизи „Песме за живота”, 1993. године. Годинама је тестамент био цензурисан и реч комунисти је била замењена са нико. Овом цензуром је представљена лажна слика да Павле Вуисић није волео људе, уместо чињенице да је био против комунизма. Анимозитет према комунизму је настао као последица учешћа у борби на Сремском фронту и хапшењу његовог оца од стране комуниста.
Тестамент се издваја у односу на друга документа овог типа својом садржином и анти-комунизмом.